# Nicaraguas herrlandslag i fotboll
Nicaraguas herrlandslag i fotboll

## Historik
Nicaraguas fotbollsförbund bildades 1931 och är medlem av Fifa och Concacaf. 
Sin första internationella match spelade Nicaragua den 1 maj 1929 borta mot El Salvador, som vann med 9-0. 17 februari 1967 vann man som störst med 3-1 över Panama. Störst förlustsiffror kom den 13 mars 1946 då Honduras vann med 10-0 även om man också föll mot Brasiliens olympiska landslag som vann med 14-0 i Panamerikanska spelen 1975.
Nicaragua hade länge tillhört de svagare lagen i Centralamerika, och vunnit färre än var tionde spelad match, då man slog Guatemala med 2-0 i UNCAF-mästerskapet 2009 och kvalificerade sig för spel i CONCACAF Gold Cup 2009, vilket blev första gången Nicaragua kvalificerade sig till en större internationell turnering.
Nicaragua har vunnit färre än var tionde spelad match. Nästan samtliga landslagsspelare spelar i det inhemska seriespelet.

### VM
- 1930 till 1990 - Deltog ej
- 1994 till 2018 - Kvalade inte in

Nicaragua föll redan i första omgången i 2006 års kval till VM i Tyskland efter oavgjort hemma och förlust borta mot Saint Vincent och Grenadinerna.

### CONCACAF mästerskap
- 1941 - 5:e plats (sist)
- 1943 - 4:e plats (sist)
- 1946 - 6:e plats (sist)
- 1948 - Deltog ej
- 1951 - 3:e plats (sist)
- 1953 - 6:e plats
- 1955 - Deltog ej
- 1957 - Deltog ej
- 1960 - Deltog ej
- 1961 - Första omgången
- 1963 - Första omgången
- 1965 - Kvalade inte in
- 1967 - 6:e plats (sist)
- 1969 - Deltog ej
- 1971 - Kvalade inte in
- 1973 - Deltog ej
- 1977 - Deltog ej
- 1981 - Deltog ej
- 1985 - Deltog ej
- 1989 - Deltog ej
- 1991 till 2005 - Kvalade inte in

Nicaragua har inte vunnit en match i något CONCACAF-mästerskap sedan 2-0 över Panama i CCCF mästerskapet 1953.

### UNCAF-mästerskapet
- 1991 - Kvalade inte in
- 1993 - Kvalade inte in
- 1995 - Kvalade inte in
- 1997 - Första omgången
- 1999 - Första omgången
- 2001 - Första omgången
- 2003 - 6:e plats (sist)
- 2005 - Första omgången
- 2009 - Första omgången

Turneringen för de centralamerikanska lagen är samtidigt ett kval till CONCACAF Gold Cup där de tre eller fyra främsta går vidare till slutspelet. 

### Copa América
- 1916 till 1991 - CONCACAF bjöds inte in
- 1993 till 2004 - Inte inbjudna